# Fédération européenne de handball
Pour les articles homonymes, voir EHF.
La Fédération européenne de handball (en anglais : European Handball Federation, EHF) est l'instance qui regroupe les fédérations de handball d'Europe. Elle organise les compétitions continentales, comme les Championnats d'Europe pour les nations et les Coupes d'Europe pour les clubs.
Fondée le 17 novembre 1991 à Berlin, elle regroupe aujourd'hui les 50 fédérations nationales membres plus 2 fédérations associées. Son siège se situe à Vienne, en Autriche. Son président actuel est l'Autrichien Michael Wiederer dont le mandat court depuis le 17 novembre 2016.

## Histoire
Le premier congrès de l'EHF a été convoqué le 5 juin 1992 et son siège est affecté à Vienne depuis le 1er septembre 1992.

## Organisation

### Présidents
| Président             | Pays     | Période        |
| --------------------- | -------- | -------------- |
| Staffan Holmqvist     | Suède    | de 1991 à 2004 |
| Tor Lian              | Norvège  | de 2004 à 2012 |
| Jean Brihault         | France   | de 2012 à 2016 |
| Michael Wiederer (de) | Autriche | depuis 2016    |

### Fédérations membres
| Pays                  | Fédération                                   | Fédération                                                                                              | Sigle          | Fondation | Adhésion | Adhésion |
| Pays                  | Nom                                          | Nom dans la langue du pays                                                                              | Sigle          | Fondation | IHF      | EHF      |
| --------------------- | -------------------------------------------- | --- | -------------- | --------- | -------- | -------- |
| Albanie               | Fédération albanaise de handball             | Federata Shqiptare E Hendbollit                                                                         | FHK            | ?         | 1992     | 1992     |
| Allemagne             | Fédération allemande de handball             | Deutscher Handballbund                                                                                  | DHB            | 1949      | 1950     | 1991     |
| Andorre               | Fédération andorrane de handball             | Federacio Andorrana D'handbol                                                                           | FHK            | ?         | 2011     | 2011     |
| Arménie               | Fédération arménienne de handball            | Հայաստանի հանդբոլի ֆեդերացիայի                                                                          | AHF n          | ?         | 1992     | 1992     |
| Autriche              | Fédération autrichienne de handball          | Österreichischer Handballbund                                                                           | ÖHB            | 1925      | 1945     | 1991     |
| Azerbaïdjan           | Fédération azerbaïdjanaise handball          | Azərbaycan Həndbol Federasiyası                                                                         | AHF            | ?         | 1992     | 1992     |
| Belgique              | Union royale belge de handball               | Union royale belge de handball Koninklijke belgische handbalbond Königlicher Belgischer Handballverband | URBH KBHB KBHV | 1956      | 1946     | 1991     |
| Biélorussie           | Fédération biélorusse handball               | Белорусская федерация гандбола                                                                          | Бфг            | ?         | 1992     | 1992     |
| Bosnie-Herzégovine    | Fédération de Bosnie-Herzégovine de handball | Рукометни савез Босне и Херцеговине                                                                     | RSBIH          | 1948      | 1996     | 1996     |
| Bulgarie              | Fédération bulgare de handball               | Българска федерация по хандбал                                                                          | БфX            | ?         | 1964     | 1991     |
| Chypre                | Fédération chypriote de handball             | Κυπριακή Ομοσπονδία χάντμπολ                                                                            | KOχ            | ?         | 1974     | 1991     |
| Croatie               | Fédération croate de handball                | Hrvatski rukometni savez                                                                                | HRS            | 1941      | 1992     | 1992     |
| Danemark              | Fédération danoise de handball               | Dansk Håndbold Forbund                                                                                  | DHF            | 1935      | 1946     | 1991     |
| Espagne               | Fédération royale espagnole de handball      | Real Federación Española de Balonmano                                                                   | RFEBM          | 1941      | 1948     | 1991     |
| Estonie               | Association estonienne de handball           | Eesti Käsipalliuit                                                                                      | EKL            | ?         | 1992     | 1992     |
| Îles Féroé            | Fédération féroïenne de handball             | Hondboldtsamband Föroya                                                                                 | HSF            | 1980      | 1980     | 1991     |
| Finlande              | Association finlandaise de handball          | Suomen Käsipalloliitto                                                                                  | SKL            | ?         | 1964     | 1991     |
| France                | Fédération française de handball             | Fédération française de handball                                                                        | FFHB           | 1941      | 1946     | 1991     |
| Géorgie               | Fédération nationale géorgienne de handball  | საქართველოს ეროვნული ხელბურთის ასოციაციის                                                               | GNHF           | 1956      | 1992     | 1992     |
| Grande-Bretagne       | Association britannique de handball          | British Handball Association                                                                            | BHA            | 1967      | 1970     | 1991     |
| Grèce                 | Fédération grecque de handball               | Ομοσπονδία Χειροσφαιρίσεως Ελλάδος                                                                      | OXE            | 1979      | 1978     | 1991     |
| Hongrie               | Fédération hongroise de handball (en)        | Magyar Kézilabda-szövetség                                                                              | MKS            | 1933      | 1945     | 1991     |
| Irlande               | Association olympique irlandaise de handball | Irish Olympic Handball Association                                                                      | IOHA           | ?         | 1984     | 1991     |
| Islande               | Fédération islandaise de handball            | Handknattleikssamband Íslands                                                                           | HSÍ            | 1957      | 1984     | 1991     |
| Israël                | Association israélienne de handball          | איגוד הכדוריד הישראלי                                                                                   | IHA            | 1955      | 1996     | 1996     |
| Italie                | Fédération italienne de handball (it)        | Federazione Italiana Giuoco Handball                                                                    | FIGH           | 1969      | 1969     | 1994     |
| Kosovo                | Fédération kosovare de handball              | Federata E Hendbollit E Kosoves                                                                         | FHK            | ?         | 2007     | ?        |
| Lettonie              | Fédération lettonne de handball              | Latvijas Handbola Federacija                                                                            | LHF            | ?         | 1992     | 1992     |
| Liechtenstein         | Fédération liechtensteinoise de handball     | Liechtensteiner Handball-Verband                                                                        | LHV            | ?         | 1980     | 1991     |
| Lituanie              | Fédération lituanienne de handball           | Lietuvos Rankinio Federacija                                                                            | LRF            | ?         | 1992     | 1992     |
| Luxembourg            | Fédération luxembourgeoise de handball       | Fédération luxembourgeoise de handball                                                                  | FLH            | ?         | 1946     | 1991     |
| Macédoine             | Fédération macédonienne de handball          | Ракометна федерација на Македонија                                                                      | MHF            | 1949      | 1993     | 1992     |
| Malte                 | Fédération maltaise de handball              | Malta Handball Association                                                                              | MHA            | 1995      | 1996     | 1996     |
| Moldavie              | Fédération moldave de handball               | Federatia Moldoveneasca de handbalul                                                                    | FMH            | ?         | 1992     | 1992     |
| Monaco                | Fédération monégasque de handball            | Fédération monégasque de handball                                                                       | FMHB           | ?         | 2006     | ?        |
| Monténégro            | Fédération monténégrine de handball          | Rukometni savez Crne Gore                                                                               | RSCG           | 1958      | 2007     | 2007     |
| Norvège               | Fédération norvégienne de handball           | Norges Håndballforbund                                                                                  | NHF            | 1937      | 1946     | 1991     |
| Pays-Bas              | Association néerlandaise de handball         | Nederlands Handbal Verbond                                                                              | NHV            | 1935      | 1946     | 1991     |
| Pologne               | Fédération polonaise de handball             | Związek Piłki Ręcznej w Polsce                                                                          | ZPRP           | 1928      | 1946     | 1991     |
| Portugal              | Fédération portugaise de handball            | Federação de Andebol de Portugal                                                                        | FAP            | 1939      | 1946     | 1991     |
| Roumanie              | Fédération roumaine de handball              | Federaţia Română de Handbal                                                                             | FRH            | 1936      | 1948     | 1991     |
| Russie                | Fédération russe de handball                 | Федерация гандбола России                                                                               | HFR            | 1989      | 1992     | 1992     |
| Serbie                | Fédération serbe de handball (en)            | Рукометни савез Србије                                                                                  | RSS            | 1949      | 1950     | 1991     |
| Slovaquie             | Fédération slovaque de handball              | Slovensky Zvaz Hadzanej                                                                                 | SZH            | ?         | 1993     | 1992     |
| Slovénie              | Fédération slovène de handball               | Rokometna Zveza Slovenije                                                                               | RZS            | 1949      | 1992     | 1992     |
| Suède                 | Fédération suédoise de handball              | Svenska Handbollförbundet                                                                               | SHF g          | 1935      | 1946     | 1991     |
| Suisse                | Fédération suisse de handball                | Fédération suisse de handball Schweizerischer Handball-Verband Federazione Svizzera di Pallamano        | FSH SHV FSP    | 1974      | 1946     | 1991     |
| Tchéquie              | Fédération tchèque de handball               | Cesky Svaz Hazene                                                                                       | CSH            | ?         | 1993     | 1992     |
| Turquie               | Fédération turque de handball                | Türkiye Hentbol Federasyonu                                                                             | THF            | ?         | 1978     | ?        |
| Ukraine               | Fédération ukrainienne de handball (en)      | Федерації гандболу України                                                                              | UHF            | 1992      | 1992     | 1992     |
| Fédérations associées |                                              | |                |           |          |          |
| Écosse                | Association écossaise de handball            | Scottish Handball Association                                                                           | SHA            | ?         | 2017     | ?        |
| Angleterre            | Association anglaise de handball             | English Handball Association                                                                            | EHA            | ?         | 2017     | ?        |
| Fédérations disparues |                                              | |                |           |          |          |
| Union soviétique      | Fédération soviétique de handball            | ? | ?              | 1958      | 1960     | N/A      |
| Yougoslavie           | Fédération yougoslave de handball (en)       | Рукометни Савез Југославије Rokometna zveza Jugoslavije Ракометен Сојуз на Југославија...               | -              | 1949-1992 | 1950     | N/A      |

## Compétitions organisées

### Compétitions masculines
| Catégorie  | Compétition                                                                | Tenant du titre              | Année                        |
| ---------- | -------------------------------------------------------------------------- | ---------------------------- | ---------------------------- |
| Sélections | Championnat d'Europe                                                       | France                       | 2024                         |
| Sélections | Championnat d'Europe des -20 ans (junior)                                  | Espagne                      | 2022 (en)                    |
| Sélections | Championnat d'Europe des -18 ans (jeunes)                                  | Espagne                      | 2022 (en)                    |
| Sélections | Championnat d'Europe de beach handball                                     | Danemark                     | 2021                         |
| Clubs      | Ligue des champions (C1) (Précédemment Coupe des Clubs Champions)          | FC Barcelone                 | 2022                         |
| Clubs      | Coupe des vainqueurs de coupe (C2)                                         | Compétition disparue en 2012 | Compétition disparue en 2012 |
| Clubs      | Ligue européenne (C3) (Précédemment Coupe de l'IHF puis Coupe de l'EHF)    | Benfica Lisbonne             | 2022                         |
| Clubs      | Coupe européenne (C4) (Précédemment Coupe des Villes puis Coupe Challenge) | Nærbø IL (no)                | 2022                         |
| Clubs      | Supercoupe d'Europe                                                        | Compétition disparue en 2008 | Compétition disparue en 2008 |

|                     |
| Ligue des champions |

|                  |
| Ligue européenne |

|                  |
| Coupe européenne |

Pour les logos des championnats d'Europe, voir :
- Championnat d'Europe masculin de handball#Logos des différentes éditions

### Compétitions féminines
| Catégorie  | Compétition                                                                | Tenant du titre              | Année                        |
| ---------- | -------------------------------------------------------------------------- | ---------------------------- | ---------------------------- |
| Sélections | Championnat d'Europe                                                       | Norvège                      | 2022                         |
| Sélections | Championnat d'Europe des -19 ans (junior)                                  | Hongrie                      | 2021                         |
| Sélections | Championnat d'Europe des -17 ans (jeunes)                                  | Hongrie                      | 2021                         |
| Sélections | Championnat d'Europe de beach handball                                     | Allemagne                    | 2021                         |
| Clubs      | Ligue des champions (C1) (Précédemment Coupe des Clubs Champions)          | Vipers Kristiansand          | 2022                         |
| Clubs      | Coupe des vainqueurs de coupe (C2)                                         | Compétition disparue en 2016 | Compétition disparue en 2016 |
| Clubs      | Ligue européenne (C3) (Précédemment Coupe de l'IHF puis Coupe de l'EHF)    | SG BBM Bietigheim            | 2022                         |
| Clubs      | Coupe européenne (C4) (Précédemment Coupe des Villes puis Coupe Challenge) | BM Rocasa Gran Canaria       | 2022                         |
| Clubs      | Supercoupe d'Europe                                                        | Compétition disparue en 2008 | Compétition disparue en 2008 |

|                     |
| Ligue des champions |

|                  |
| Ligue européenne |

|                  |
| Coupe européenne |

Pour les logos des championnats d'Europe, voir :
- Championnat d'Europe féminin de handball#Logos des différentes éditions

## Temple de la renommée
Le Temple de la renommée de la Fédération européenne de handball est une distinction décernée par la Fédération européenne de handball en 2023 à l'occasion de ses 30 ans et dans le but de rendre hommage aux joueurs et joueuses qui ont marqué l'histoire du handball européen, en club ou en équipe nationale,.
Ce temple de la renommée est composé de 30 joueurs et de 30 joueuses, avec entre trois et cinq joueurs ou joueuses par poste. À noter que seuls les handballeurs et handballeuses ayant terminé leur carrière ont été récompensés et seules les compétitions organisées par l'EHF sont prises en comptes.

## Coefficient EHF
Le Coefficient EHF permet d'établir les classements des performances des différentes fédérations de handball membres de la Fédération européenne de handball (EHF), l'organe administratif des compétitions continentales en Europe.
Ce coefficient est utilisé dans le cadre des tirages au sort des compétitions européennes et potentiellement comme ultime critère de départage lors d'une phase de groupes.
L'EHF publie deux classements différents :
- celui des championnats masculins permettant d'inscrire les équipes en Ligue des champions, en Ligue européenne ou en Coupe européenne, selon leur nation.
- celui des championnats féminin permettant d'inscrire les équipes en Ligue des champions, en Ligue européenne ou en Coupe européenne, selon leur nation.

### Classements des championnats masculins
Le classement établi à l'année A est fondé sur les résultats des trois saisons précédentes et détermine le nombre d'équipes participant aux coupes d'Europe pour une saison plus tard.
Par exemple, le classement 2018 est fondé sur les résultats des associations lors des saisons 2015-2016, 2016-2017 et 2017-2018 et détermine le nombre d'équipes participant aux coupes d'Europe pour la saison 2019-2020.

#### Bilan
L'évolution du classement au cours des saisons pour les principaux championnats (ayant été au moins une fois dans les 10 premiers) est :
| Championnat | 02 | 03 | 04 | 05 | 06 | 07 | 08 | 09 | 10 | 11 | 12 | 13 | 14 | 15 | 16 | 17 | 18 | 19 | 20 | 21 | 22 | 23    | 24    |
| ----------- | -- | -- | -- | -- | -- | -- | -- | -- | -- | -- | -- | -- | -- | -- | -- | -- | -- | -- | -- | -- | -- | ----- | ----- |
| Espagne     | 2  | 1  | 1  | 1  | 1  | 1  | 2  | 2  | 2  | 2  | 2  | 2  | 2  | 2  | 3  | 2  | 3  | 5  | 3  | 2  | 1  | 1     | 1     |
| Allemagne   | 1  | 2  | 2  | 2  | 2  | 2  | 1  | 1  | 1  | 1  | 1  | 1  | 1  | 1  | 1  | 1  | 2  | 2  | 1  | 1  | 2  | 2     | 2     |
| Pologne     | 13 | 14 | 13 | 15 | 14 | 15 | 12 | 14 | 16 | 16 | 14 | 11 | 7  | 6  | 5  | 5  | 5  | 6  | 6  | 7  | 6  | 3     | 3     |
| Danemark    | 6  | 6  | 5  | 6  | 7  | 4  | 3  | 3  | 6  | 7  | 4  | 4  | 5  | 5  | 6  | 6  | 6  | 7  | 7  | 5  | 5  | 5     | 4     |
| France      | 10 | 7  | 6  | 4  | 4  | 3  | 5  | 5  | 4  | 3  | 3  | 3  | 3  | 4  | 4  | 4  | 1  | 1  | 2  | 3  | 3  | 4     | 5     |
| Hongrie     | 3  | 3  | 4  | 5  | 5  | 6  | 4  | 4  | 3  | 5  | 7  | 6  | 4  | 3  | 2  | 3  | 4  | 4  | 5  | 4  | 4  | 6     | 5     |
| Roumanie    | 18 | 17 | 11 | 11 | 10 | 10 | 9  | 9  | 9  | 9  | 10 | 13 | 12 | 9  | 12 | 11 | 11 | 13 | 10 | 9  | 10 | 11    | 7     |
| Croatie     | 5  | 5  | 8  | 8  | 8  | 8  | 10 | 10 | 10 | 10 | 9  | 9  | 13 | 11 | 9  | 8  | 10 | 8  | 9  | 10 | 14 | 14    | 8     |
| Portugal    | 9  | ?  | ?  | ?  | ?  | ?  | ?  | ?  | ?  | ?  | ?  | ?  | 14 | 13 | 10 | 9  | 8  | 9  | 8  | 8  | 7  | 8     | 9     |
| Norvège     | ?  | ?  | ?  | ?  | ?  | ?  | ?  | ?  | ?  | ?  | ?  | ?  | ?  | ?  | ?  | ?  | ?  | ?  | ?  | ?  | 12 | 9     | 10    |
| Macédoine   | 12 | 13 | 15 | 16 | 17 | 14 | 17 | 13 | 15 | 12 | 13 | 10 | 8  | 8  | 8  | 7  | 7  | 3  | 4  | 6  | 8  | 13    | 11    |
| Ukraine     | ?  | ?  | ?  | ?  | ?  | ?  | ?  | ?  | ?  | ?  | ?  | ?  | ?  | ?  | ?  | ?  | ?  | ?  | ?  | ?  | 13 | 10    | 12    |
| Biélorussie | ?  | ?  | ?  | ?  | ?  | ?  | ?  | ?  | ?  | ?  | ?  | ?  | 10 | 14 | 15 | 12 | 9  | 10 | 11 | 12 | 11 | 7     | 13    |
| Slovénie    | 4  | 4  | 3  | 3  | 3  | 5  | 7  | 7  | 8  | 6  | 5  | 5  | 6  | 7  | 7  | 10 | 12 | 14 | 12 | 11 | 9  | 12    | 14    |
| Suède       | ?  | ?  | 9  | 9  | 9  | ?  | ?  | ?  | ?  | ?  | ?  | ?  | 9  | 10 | 11 | 15 | 14 | 12 | 13 | 13 | 15 | 15-50 | 15-50 |
| Russie      | 14 | 9  | 7  | 7  | 6  | 7  | 6  | 6  | 5  | 4  | 6  | 7  | 15 | 12 | 16 | 17 | 18 | 17 | 18 | 16 | 16 | 15-50 | 15-50 |
| Suisse      | 11 | 15 | 12 | 12 | 11 | 9  | 8  | 8  | 7  | 8  | 8  | 8  | 11 | 15 | 13 | 13 | 15 | 15 | 15 | 15 | 18 | 15-50 | 15-50 |

Remarque : depuis 2022, le classement indiqué est celui uniquement pour la Ligue des champions et non plus un classement agrégé de l'ensemble des coupes d'Europe comme précédemment.

#### Palmarès des championnats
| Rang  | Championnat       | Médaille d'or | Médaille d'argent | Médaille de bronze | Période(s) au premier rang      |
| ----- | ----------------- | ------------- | ----------------- | ------------------ | ------------------------------- |
| 1     | Allemagne         | 13            | 10                | -                  | 2002, 2008 à 2017, 2020 et 2021 |
| 2     | Espagne           | 8             | 11                | 3                  | 2003 à 2007, 2022 à 2024        |
| 3     | France            | 2             | 1                 | 7                  | 2018 et 2019                    |
| 4     | Hongrie           | -             | 1                 | 5                  | -                               |
| 5     | Slovénie          | -             | -                 | 3                  | -                               |
| 6     | Danemark          | -             | -                 | 2                  | -                               |
| -     | Pologne           | -             | -                 | 2                  | -                               |
| 8     | Macédoine du Nord | -             | -                 | 1                  | -                               |
| Total | Total             | 23            | 23                | 24                 | 2002 à 2024                     |

#### Classement 2024
Le classement 2024 est fondé sur les résultats des associations entre la saison 2021-2022 et la saison 2023-2024. Il détermine le nombre d'équipes participant aux coupes d'Europe pour la saison 2025-2026. 
Les classements pour la saison 2025-2026 sont :
| Rang                   | Championnat | Coeff. | Places |
| ---------------------- | ----------- | ------ | ------ |
| 1                      | Espagne     | 215,00 | 1      |
| 2                      | Allemagne   | 182,33 | 1      |
| 3                      | Pologne     | 166,33 | 1      |
| 4                      | Danemark    | 139,33 | 1      |
| 5                      | France      | 127,00 | 1      |
| 5                      | Hongrie     | 127,00 | 1      |
| 7                      | Roumanie    | 56,50  | 1      |
| 8                      | Croatie     | 49,00  | 1      |
| 9                      | Portugal    | 47,00  | 1      |
| 10 à 50 : aucune place |             |        |        |

| Rang                                   | Championnat | Coeff. | Places |
| -------------------------------------- | ----------- | ------ | ------ |
| 1                                      | Allemagne   | 145,67 | 4      |
| 2                                      | Portugal    | 96,67  | 4      |
| 3                                      | France      | 79,33  | 3      |
| 4                                      | Croatie     | 68,33  | 3      |
| 5                                      | Danemark    | 63,00  | 3      |
| 6                                      | Suisse      | 59,67  | 3      |
| 7                                      | Espagne     | 58,33  | 3      |
| 8                                      | Suède       | 55,00  | 3      |
| 9                                      | Pologne     | 46,33  | 3      |
| 10 à 18 : 2 places ; 19 à 50 : 0 place |             |        |        |

| Rang                                        | Championnat | Coeff. | Places |
| ------------------------------------------- | ----------- | ------ | ------ |
| 1                                           | Norvège     | 47,67  | 4      |
| 2                                           | Serbie      | 36,00  | 4      |
| 3                                           | Grèce       | 33,67  | 4      |
| 4                                           | Tchéquie    | 28,00  | 4      |
| 5                                           | Biélorussie | 28,00  | 0      |
| 6                                           | Italie      | 17,67  | 4      |
| 7                                           | Autriche    | 17,00  | 4      |
| 8                                           | Turquie     | 16,00  | 4      |
| 9                                           | Luxembourg  | 14,00  | 4      |
| 10 à 22 : 4 places ; 23 à 50 : 0 à 3 places |             |        | 4      |

Remarques :
- les deux premières fédérations classées pour la Ligue européenne (C3) ont 5 places au total en coupes d'Europe au total et les autres fédérations 4 places au total
- le nombre de places en Coupe européenne (C4) dépend du nombre de places dans les deux autres coupes d'Europe.
- les fédérations de Russie et de Biélorussie sont suspendues jusqu'à nouvel ordre.

#### Classement 2023
Le classement 2023 est fondé sur les résultats des associations entre la saison 2020-2021 et la saison 2022-2023. Il détermine le nombre d'équipes participant aux coupes d'Europe pour la saison 2024-2025. Il existe désormais des classements distincts pour chacune des trois coupes d'Europe : le classement pour la Ligue des champions dépend uniquement des résultats des clubs du pays dans cette compétition, idem pour la Ligue européenne et la Coupe européenne.
Ainsi les classements pour la saison 2024-2025 sont :
| Rang                   | Championnat | Coeff. | Places |
| ---------------------- | ----------- | ------ | ------ |
| 1                      | Espagne     | 217,00 | 1      |
| 2                      | Allemagne   | 170,00 | 1      |
| 3                      | Pologne     | 156,67 | 1      |
| 4                      | France      | 140,33 | 1      |
| 5                      | Danemark    | 137,00 | 1      |
| 6                      | Hongrie     | 124,33 | 1      |
| 7                      | Biélorussie | 69,50  | 0      |
| 8                      | Portugal    | 61,67  | 1      |
| 9                      | Norvège     | 57,00  | 1      |
| 10 à 50 : aucune place |             |        |        |

| Rang                                   | Championnat | Coeff. | Places |
| -------------------------------------- | ----------- | ------ | ------ |
| 1                                      | Allemagne   | 147,67 | 4      |
| 2                                      | Portugal    | 88,67  | 4      |
| 3                                      | France      | 78,00  | 3      |
| 4                                      | Espagne     | 70,33  | 3      |
| 5                                      | Pologne     | 68,33  | 3      |
| 6                                      | Croatie     | 67,67  | 3      |
| 7                                      | Danemark    | 63,67  | 3      |
| 8                                      | Suisse      | 62,67  | 3      |
| 9                                      | Suède       | 55,00  | 3      |
| 10 à 18 : 2 places ; 19 à 50 : 0 place |             |        |        |

| Rang                                        | Championnat | Coeff. | Places |
| ------------------------------------------- | ----------- | ------ | ------ |
| 1                                           | Grèce       | 36,33  | 4      |
| 2                                           | Tchéquie    | 29,67  | 4      |
| 3                                           | Serbie      | 29,33  | 4      |
| 4                                           | Chypre      | 23,33  | 4      |
| 5                                           | Estonie     | 17,33  | 4      |
| 6                                           | Luxembourg  | 14,67  | 4      |
| 7                                           | Israël      | 13,33  | 4      |
| 8                                           | Italie      | 12,00  | 4      |
| 9                                           | Turquie     | 12,00  | 4      |
| 10 à 21 : 4 places ; 21 à 50 : 0 à 3 places |             |        |        |

Remarques :
- les deux premières fédérations classées pour la Ligue européenne (C3) ont 5 places au total en coupes d'Europe au total et les autres fédérations 4 places au total
- le nombre de places en Coupe européenne (C4) dépend du nombre de places dans les deux autres coupes d'Europe.
- les fédérations de Russie et de Biélorussie sont suspendues jusqu'à nouvel ordre.

#### Classement 2022
Le classement 2022 est fondé sur les résultats des associations entre la saison 2019-2020 et la saison 2021-2022. Il détermine le nombre d'équipes participant aux coupes d'Europe pour la saison 2023-2024. Pour ce classement, l'EHF a décidé de séparer les classements des trois coupes d'Europe : le classement pour la Ligue des champions dépend uniquement des résultats des clubs du pays dans cette compétition, idem pour la Ligue européenne et la Coupe européenne.
Ainsi les classements pour la saison 2023-2024 sont :
| Rang                   | Championnat       | Coeff. | Places |
| ---------------------- | ----------------- | ------ | ------ |
| 1                      | Espagne           | 230,00 | 1      |
| 2                      | Allemagne         | 170,33 | 1      |
| 3                      | France            | 134,33 | 1      |
| 4                      | Hongrie           | 132,67 | 1      |
| 5                      | Danemark          | 131,67 | 1      |
| 6                      | Pologne           | 124,33 | 1      |
| 7                      | Portugal          | 82,00  | 1      |
| 8                      | Macédoine du Nord | 80,00  | 1      |
| 9                      | Slovénie          | 78,00  | 1      |
| 10                     | Roumanie          | 66,50  | 0      |
| 11 à 50 : aucune place |                   |        |        |

| Rang                   | Championnat | Coeff. | Places |
| ---------------------- | ----------- | ------ | ------ |
| 1                      | Allemagne   | 129,33 | 4      |
| 2                      | Portugal    | 99,67  | 4      |
| 3                      | France      | 78,67  | 3      |
| 4                      | Pologne     | 77,00  | 3      |
| 5                      | Danemark    | 61,00  | 3      |
| 6                      | Croatie     | 53,00  | 3      |
| 7                      | Suède       | 47,00  | 3      |
| 8                      | Suisse      | 46,00  | 3      |
| 9                      | Espagne     | 45,33  | 3      |
| 10 à 18 : deux places  |             |        |        |
| 19 à 50 : aucune place |             |        |        |

| Rang                   | Championnat  | Coeff. | Places |
| ---------------------- | ------------ | ------ | ------ |
| 1                      | Tchéquie     | 31,00  | 4      |
| 2                      | Islande      | 19,67  | 4      |
| 3                      | Chypre       | 17,00  | 4      |
| 4                      | Luxembourg   | 16,00  | 4      |
| 5                      | Biélorussie  | 15,33  | 0      |
| 6                      | Turquie      | 12,67  | 4      |
| 7                      | Estonie      | 12,67  | 4      |
| 8                      | Israël       | 12,00  | 4      |
| 9                      | Ukraine      | 11,00  | 4      |
| 10                     | Bosnie-Herz. | 10,33  | 4      |
| 11 à 50 : 0 à 4 places |              |        |        |

Remarques :
- les deux premières fédérations classées pour la Ligue européenne (C3) ont 5 places au total en coupes d'Europe au total et les autres fédérations 4 places au total
- le nombre de places en Coupe européenne (C4) dépend du nombre de places dans les deux autres coupes d'Europe.
- les fédérations de Russie et de Biélorussie sont suspendues jusqu'à nouvel ordre.

#### Classement 2021
Le classement 2021 est fondé sur les résultats des associations entre la saison 2018-2019 et la saison 2020-2021. Il détermine le nombre d'équipes participant aux coupes d'Europe pour la saison 2022-2023. Le classement pour la saison 2022-2023 est :
| Rang | Championnat       | Coeff. | Places en coupes d'Europe | Places en coupes d'Europe | Places en coupes d'Europe | Places en coupes d'Europe |
| Rang | Championnat       | Coeff. | C1                        | C3                        | C4                        |                           |
| ---- | ----------------- | ------ | ------------------------- | ------------------------- | ------------------------- | ------------------------- |
| 1    | Allemagne         | 145,00 | 1                         | 4                         | 0                         |                           |
| 2    | Espagne           | 121,50 | 1                         | 4                         | 0                         |                           |
| 3    | France            | 104,33 | 1                         | 3                         | 0                         |                           |
| 4    | Hongrie           | 94,17  | 1                         | 3                         | 0                         |                           |
| 5    | Danemark          | 87,33  | 1                         | 3                         | 0                         |                           |
| 6    | Macédoine du Nord | 86,00  | 1                         | 3                         | 0                         |                           |
| 7    | Pologne           | 80,67  | 1                         | 3                         | 0                         |                           |
| 8    | Portugal          | 79,67  | 1                         | 3                         | 0                         |                           |
| 9    | Roumanie          | 48,20  | 1                         | 3                         | 0                         |                           |
| 10   | Croatie           | 47,67  | 0                         | 2                         | 2                         |                           |
| ...  |                   |        |                           |                           |                           |                           |

#### Classement 2020
Le classement 2020 est fondé sur les résultats des associations entre la saison 2017-2018 et la saison 2019-2020. Il détermine le nombre d'équipes participant aux coupes d'Europe pour la saison 2021-2022.
Le classement pour la saison 2021-2022 est, :
| Rang | Championnat       | Coeff. | Places en coupes d'Europe | Places en coupes d'Europe | Places en coupes d'Europe | Places en coupes d'Europe |
| Rang | Championnat       | Coeff. | C1                        | C3                        | C4                        |                           |
| ---- | ----------------- | ------ | ------------------------- | ------------------------- | ------------------------- | ------------------------- |
| 1    | Allemagne         | 143,33 | 1                         | 4                         | 0                         |                           |
| 2    | France            | 127,83 | 1                         | 4                         | 0                         |                           |
| 3    | Espagne           | 97,50  | 1                         | 3                         | 0                         |                           |
| 4    | Macédoine du Nord | 93,00  | 1                         | 3                         | 0                         |                           |
| 5    | Hongrie           | 89,50  | 1                         | 3                         | 0                         |                           |
| 6    | Pologne           | 77,00  | 1                         | 3                         | 0                         |                           |
| 7    | Danemark          | 74,50  | 1                         | 3                         | 0                         |                           |
| 8    | Portugal          | 69,00  | 1                         | 3                         | 0                         |                           |
| 9    | Croatie           | 46,33  | 1                         | 3                         | 0                         |                           |
| 10   | Roumanie          | 44,67  | 0                         | 2                         | 2                         |                           |
| ...  |                   |        |                           |                           |                           |                           |

#### Classement 2019
Le classement 2019 est fondé sur les résultats des associations entre la saison 2016-2017 et la saison 2018-2019. Il détermine le nombre d'équipes participant aux coupes d'Europe pour la saison 2020-2021. Cette saison 2020-2021 est marquée par une réforme des coupes d'Europe,  :
- la Ligue des champions de l'EHF (anglais : EHF Champions League) se dispute avec 16 clubs répartis en deux poules, suivi de play-offs pour les clubs classés de la 3e à la 6e place puis de quarts de finale et d'une finale à quatre ;
- la Coupe de l'EHF est renommée Ligue européenne de l'EHF (anglais : EHF European League), avec une phase de groupe puis une phase à élimination directe terminée par une finale à quatre ;
- la Coupe Challenge est renommée Coupe européenne de l'EHF (anglais : EHF European Cup), avec un système à élimination directe uniquement.

À noter que pour compléter le quota de clubs dans chaque compétition, l'EHF octroie des invitations (wild-card) selon différents critères. Le classement pour la saison 2020-2021 est :
| Rang | Championnat       | Coeff. | Places en coupes d'Europe | Places en coupes d'Europe | Places en coupes d'Europe | Places en coupes d'Europe |
| Rang | Championnat       | Coeff. | C1                        | C3                        | C4                        |                           |
| ---- | ----------------- | ------ | ------------------------- | ------------------------- | ------------------------- | ------------------------- |
| 1    | France            | 139,33 | 1                         | 4                         | 0                         |                           |
| 2    | Allemagne         | 132,83 | 1                         | 4                         | 0                         |                           |
| 3    | Macédoine du Nord | 115,00 | 1                         | 3                         | 0                         |                           |
| 4    | Hongrie           | 99,83  | 1                         | 3                         | 0                         |                           |
| 5    | Espagne           | 96,17  | 1                         | 3                         | 0                         |                           |
| 6    | Pologne           | 75,33  | 1                         | 3                         | 0                         |                           |
| 7    | Danemark          | 73,83  | 1                         | 3                         | 0                         |                           |
| 8    | Croatie           | 53,33  | 1                         | 3                         | 0                         |                           |
| 9    | Portugal          | 52,33  | 1                         | 3                         | 0                         |                           |
| 10   | Biélorussie       | 52,00  | 0                         | 2                         | 2                         |                           |

#### Classement 2018
Le classement 2018 est fondé sur les résultats des associations entre la saison 2015-2016 et la saison 2017-2018. Il détermine le nombre d'équipes participant aux coupes d'Europe pour la saison 2019-2020. Pour la saison 2019-2020, 162 clubs répartis en 50 fédérations membres de la Fédération européenne de handball peuvent en théorie participer à une des trois compétitions à raison de 29 en Ligue des champions, 60 en Coupe de l'EHF et 73 en Coupe Challenge. En pratique, certaines nations ne réclament pas leurs places attribuées en Ligue des champions et d'autres clubs peuvent requérir auprès de l'EHF des invitations (wild-card) pour la Ligue des champions (à condition d'être au préalable qualifié en Coupe de l'EHF) ou les deux autres coupes d'Europe.
| Rang | Rang  | Rang | Championnat | Coeff. | Places en coupes d'Europe | Places en coupes d'Europe | Places en coupes d'Europe | Places en coupes d'Europe |
| 2018 | Évol. | 2017 | Championnat | Coeff. | C1                        | C3                        | C4                        | Total                     |
| ---- | ----- | ---- | ----------- | ------ | ------------------------- | ------------------------- | ------------------------- | ------------------------- |
| 1    | +3    | 4    | France      | 146,67 | 1                         | 4                         | 0                         | 5                         |
| 2    | -1    | 1    | Allemagne   | 130,33 | 1                         | 4                         | 0                         | 5                         |
| 3    | -1    | 2    | Espagne     | 90,17  | 1                         | 3                         | 0                         | 4                         |
| 4    | -1    | 3    | Hongrie     | 86,33  | 1                         | 3                         | 0                         | 4                         |
| 5    | —     | 5    | Pologne     | 82,33  | 1                         | 3                         | 0                         | 4                         |
| 6    | —     | 6    | Danemark    | 63,67  | 1                         | 3                         | 0                         | 4                         |
| 7    | —     | 7    | Macédoine   | 58,11  | 1                         | 3                         | 0                         | 4                         |

#### Classement 2017
Le classement 2017 est fondé sur les résultats des associations entre la saison 2014-2015 et la saison 2016-2017. Il détermine le nombre d'équipes participant aux différentes coupes d'Europe pour la saison 2018-2019.
L'Allemagne est toujours en tête du classement et a deux places assurées en Ligue des champions, tout comme l'Espagne, qui retrouve la deuxième place. La Hongrie descend au 3e rang et par conséquent un club hongrois seulement est automatiquement qualifié en Ligue des champions. Plus loin dans le classement, l'Islande a la meilleure progression en passant du 27e au 20e rang tandis qu'à l'inverse la Belgique, désormais au 26e rang, a perdu 5 places dans le classement :
| Rang | Rang  | Rang | Championnat | Coeff. | Places en coupes d'Europe | Places en coupes d'Europe | Places en coupes d'Europe | Places en coupes d'Europe |
| 2017 | Évol. | 2016 | Championnat | Coeff. | C1                        | C3                        | C4                        | Total                     |
| ---- | ----- | ---- | ----------- | ------ | ------------------------- | ------------------------- | ------------------------- | ------------------------- |
| 1    | —     | 1    | Allemagne   | 128,50 | 2                         | 3                         | 0                         | 5                         |
| 2    | +1    | 3    | Espagne     | 115,00 | 2                         | 3                         | 0                         | 5                         |
| 3    | -1    | 2    | Hongrie     | 106,83 | 1                         | 3                         | 0                         | 4                         |
| 4    | —     | 4    | France      | 105,83 | 1                         | 3                         | 0                         | 4                         |
| 5    | —     | 5    | Pologne     | 75,71  | 1                         | 3                         | 0                         | 4                         |
| 6    | —     | 6    | Danemark    | 63,33  | 1                         | 3                         | 0                         | 4                         |
| 7    | +1    | 8    | Macédoine   | 51,22  | 1                         | 3                         | 0                         | 4                         |
| 8    | +1    | 9    | Croatie     | 42,25  | 1                         | 2                         | 1                         | 4                         |
| 9    | +1    | 10   | Portugal    | 37,33  | 1                         | 2                         | 1                         | 4                         |
| 10   | -3    | 7    | Slovénie    | 36,67  | 1                         | 2                         | 1                         | 4                         |

#### Classement2016
Le classement 2016 est fondé sur les résultats des associations entre la saison 2013-2014 et la saison 2015-2016. Il détermine le nombre d'équipes participant aux différentes coupes d'Europe pour la saison 2017-2018.
Encore une fois, l'Allemagne conserve sa position de leader avec vingt points d'avance sur la Hongrie qui continue sa progression pour atteindre pour la première fois le deuxième place, elle qui n'était qu'au 7e rang en 2012. À l'inverse, l'Espagne se classe en dessous des deux premiers pour la première fois. La France reste à la quatrième place, tandis que la Pologne prend la cinquième place aux dépens du Danemark. Les plus fortes progressions sont à mettre en faveur de l'Islande (de la 32e à la 23e place) et des Pays-Bas (36e à la 27e place). En revanche, le Luxembourg a enregistré la plus forte baisse en décrochant de neuf places à la 30e place,. Le coefficient des dix premières nations pour l'année 2016 est :
| Rang | Championnat | Évolution | Points | C1 | C3 | C4 | Total |
| ---- | ----------- | --------- | ------ | -- | -- | -- | ----- |
| 1    | Allemagne   | —         | 139,83 | 2  | 3  | 0  | 5     |
| 2    | Hongrie     | +1        | 119,83 | 2  | 3  | 0  | 5     |
| 3    | Espagne     | -1        | 114,33 | 1  | 3  | 0  | 4     |
| 4    | France      | —         | 96,17  | 1  | 3  | 0  | 4     |
| 5    | Pologne     | +1        | 67,00  | 1  | 3  | 0  | 4     |
| 6    | Danemark    | -1        | 64,33  | 1  | 3  | 0  | 4     |
| 7    | Slovénie    | —         | 40,83  | 1  | 3  | 0  | 4     |
| 8    | Macédoine   | —         | 39,56  | 1  | 2  | 1  | 4     |
| 9    | Croatie     | +2        | 39,25  | 1  | 2  | 1  | 4     |
| 10   | Portugal    | +3        | 36,11  | 1  | 2  | 1  | 4     |

#### Classement2015
Le classement 2015 est fondé sur les résultats des associations entre la saison 2012-2013 et la saison 2014-2015. Il détermine le nombre d'équipes participant aux différentes coupes d'Europe pour la saison 2016-2017.
En haut du classement, l’Allemagne et l’Espagne restent inamovibles et conservent deux places en Ligue des champions et trois en Coupe de l'EHF. Par contre, le beau parcours de Veszprém en Ligue des champions et l’absence de clubs français en phase de poules de la Coupe de l'EHF a permis à la Hongrie de ravir la troisième place à la France. Cela n’a aucune influence sur le nombre de places distribuées, puisque les places 3 à 7 bénéficient d’une place directe en Ligue des champions et de trois places en Coupe de l'EHF. Il n'y a d'ailleurs pas de changement parmi les sept premières nations puisque la Macédoine (7e avec 40,56 pts) reste encore assez loin de la Slovénie (6e avec54 pts). Là où les choses bougent c’est entre la 8e et la 13e place puisque la Russie et le Portugal remplacent la Biélorusse et la Suisse et bénéficient ainsi d'une place en Ligue des Champions, deux en Coupe de l'EHF et une en Coupe Challenge. Enfin, dans la dernière tranche d’équipes (14 à 27e place), la Bosnie et les Pays-Bas perdent leur place en Ligue des champions au détriment de la République tchèque et surtout de la Finlande qui fait un saut de la 37e à la 22e place. Le coefficient des dix premières nations pour l'année 2015 est :
| Rang | Championnat | Évolution     | Points | C1 | C3 | C4 | Total |
| ---- | ----------- | ------------- | ------ | -- | -- | -- | ----- |
| 1    | Allemagne   | en stagnation | 154,83 | 2  | 3  | 0  | 5     |
| 2    | Espagne     | en stagnation | 122,83 | 2  | 3  | 0  | 5     |
| 3    | Hongrie     | +1            | 103,33 | 1  | 3  | 0  | 4     |
| 4    | France      | -1            | 75,33  | 1  | 3  | 0  | 4     |
| 5    | Danemark    | en stagnation | 70     | 1  | 3  | 0  | 4     |
| 6    | Pologne     | +1            | 54,22  | 1  | 3  | 0  | 4     |
| 7    | Slovénie    | -1            | 54     | 1  | 3  | 0  | 4     |
| 8    | Macédoine   | en stagnation | 40,56  | 1  | 2  | 1  | 4     |
| 9    | Roumanie    | +3            | 36,44  | 1  | 2  | 1  | 4     |
| 10   | Suède       | -1            | 34,75  | 1  | 2  | 1  | 4     |

#### Classement2014
Le classement 2014 est fondé sur les résultats des associations entre la saison 2011-2012 et la saison 2013-2014. Il détermine le nombre d'équipes participant aux différentes coupes d'Europe pour la saison 2015-2016.
Peu de changement en tête du classement, l’Allemagne et l’Espagne continuent d'occuper les deux premières places qui confèrent deux places automatiques en Ligue des Champions. La France, le Danemark et la Slovénie sont encore loin du duo de tête mais restent à l’affût d’une chute des performances des clubs de Liga Asobal. Derrière, on notera la chute de la Russie, qui après s’être faite dépassée par la Slovénie la saison dernière, voit désormais la Hongrie lui prendre la 6e place. Autre grande perdante, la Roumanie qui était encore 9e en 2012/2013 et qui se retrouve désormais 13e. Le coefficient des dix premières nations pour l'année 2014 est :
| Rang | Championnat | Évolution     | Points | C1 | C3 | C4 | Total |
| ---- | ----------- | ------------- | ------ | -- | -- | -- | ----- |
| 1    | Allemagne   | en stagnation | 167,29 | 2  | 3  | 0  | 5     |
| 2    | Espagne     | en stagnation | 105,86 | 2  | 3  | 0  | 5     |
| 3    | France      | en stagnation | 83,67  | 1  | 3  | 0  | 4     |
| 4    | Hongrie     | +2            | 74,57  | 1  | 3  | 0  | 4     |
| 5    | Danemark    | -1            | 66,71  | 1  | 3  | 0  | 4     |
| 6    | Slovénie    | -1            | 59,13  | 1  | 3  | 0  | 4     |
| 7    | Pologne     | +4            | 38,6   | 1  | 3  | 0  | 4     |
| 8    | Macédoine   | 2             | 36,4   | 1  | 2  | 1  | 4     |
| 9    | Suède       | +?            | 36,33  | 1  | 2  | 1  | 4     |
| 10   | Biélorussie | +?            | 33,9   | 1  | 2  | 1  | 4     |

#### Classement2013
Le classement 2013 est fondé sur les résultats des associations entre la saison 2010-2011 et la saison 2012-2013. Il détermine le nombre d'équipes participant aux différentes coupes d'Europe pour la saison 2014-2015.
Peu de changement en tête du classement, l’Allemagne et l’Espagne continuent d'occuper les deux premières places qui confèrent deux places automatiques en Ligue des Champions. La France, le Danemark et la Slovénie sont encore loin du duo de tête mais restent à l’affût d’une chute des performances des clubs de Liga Asobal,. Derrière, on notera la chute de la Russie, qui après s’être faite dépassée par la Slovénie la saison dernière, voit désormais la Hongrie lui prendre la 6e place. Autre grande perdante, la Roumanie qui était encore 9e en 2012/2013 et qui se retrouve désormais 13e. Le coefficient pour l'année 2013 est :
| Rang    | Championnat | Évolution       | Points  | C1 | C3 | C4 | Total |
| ------- | ----------- | --------------- | ------- | -- | -- | -- | ----- |
| 1       | Allemagne   | en stagnation   | 160,50  | 2  | 3  | 0  | 5     |
| 2       | Espagne     | en stagnation   | 114,25  | 2  | 3  | 0  | 5     |
| 3       | France      | en stagnation   | 76,86   | 1  | 3  | 0  | 4     |
| 4       | Danemark    | en stagnation   | 62,75   | 1  | 3  | 0  | 4     |
| 5       | Slovénie    | en stagnation   | 57,80   | 1  | 3  | 0  | 4     |
| 6       | Hongrie     | en augmentation | 46,25   | 1  | 3  | 0  | 4     |
| 7       | Russie      | en diminution   | 41,75   | 1  | 3  | 0  | 4     |
| 8       | Suisse      | en stagnation   | 35,00   | 1  | 2  | 1  | 4     |
| 9       | Croatie     | en stagnation   | 34,00   | 1  | 2  | 1  | 4     |
| 10      | Macédoine   | en augmentation | 31,18   | 1  | 2  | 1  | 4     |
| 11      | Pologne     | en augmentation | 310,45  | 1  | 2  | 1  | 4     |
| 12      | Biélorussie | en augmentation | 30,00   | 1  | 2  | 1  | 4     |
| 13      | Roumanie    | en diminution   | 29,36   | 1  | 2  | 1  | 4     |
| 14 à 27 | 14 à 27     | 14 à 27         | 14 à 27 | 1  | 1  | 2  | 4     |
| 28 à 42 | 28 à 42     | 28 à 42         | 28 à 42 | 0  | 1  | 3  | 4     |
| 43 à 50 | 43 à 50     | 43 à 50         | 43 à 50 | 0  | 0  | 4  | 4     |

#### Classement2012
Le classement 2012 est fondé sur les résultats des associations entre la saison 2009-2010 et la saison 2011-2012. Il détermine le nombre d'équipes participant aux différentes coupes d'Europe pour la saison 2013-2014.
Pas de changements aux trois premières places mais grâce aux victoires du THW Kiel, du Frisch Auf Göppingen et du SG Flensburg-Handewitt l'Allemagne accentue son avance sur l'Espagne pour la première place. À la troisième place, la France reste sous la menace du Danemark (qui a gagné trois places), de la Slovénie et de la Russie. À l'inverse, la Hongrie est passée de la cinquième à la septième place et ne dispose donc plus que d'une seule place en Ligue des champions. Plus bas dans le classement, les Pays-Bas et le Luxembourg intègrent les 27 premiers places synonyme de qualification en Ligue des champions, bénéfice perdu par le Monténégro et l'Islande qui ont respectivement chuté de 5 et 8 places et n'auront plus de position de départ en Ligue des champions. Le coefficient des dix premières nations pour l'année 2012 est :
| Rang | Championnat | Évolution       | Points | C1 | C3 | C4 | Total |
| ---- | ----------- | --------------- | ------ | -- | -- | -- | ----- |
| 1    | Allemagne   | en stagnation   | 156,56 | 3  | 2  | 0  | 5     |
| 2    | Espagne     | en stagnation   | 114,56 | 3  | 2  | 0  | 5     |
| 3    | France      | en stagnation   | 78,75  | 2  | 2  | 0  | 4     |
| 4    | Danemark    | en augmentation | 55,78  | 2  | 2  | 0  | 4     |
| 5    | Slovénie    | en augmentation | 52,83  | 2  | 2  | 0  | 4     |
| 6    | Russie      | en diminution   | 48,56  | 2  | 2  | 0  | 4     |
| 7    | Hongrie     | en diminution   | 43,33  | 1  | 2  | 1  | 4     |
| 8    | Suisse      | en stagnation   | 40,75  | 1  | 2  | 1  | 4     |
| 9    | Croatie     | en augmentation | 33,75  | 1  | 2  | 1  | 4     |
| 10   | Roumanie    | en diminution   | 33,25  | 1  | 2  | 1  | 4     |

#### Classement2011
Le classement 2011 est fondé sur les résultats des associations entre la saison 2008-2009 et la saison 2010-2011. Il détermine le nombre d'équipes participant aux différentes coupes d'Europe pour la saison 2012-2013. Le coefficient des dix premières nations pour l'année 2011 est :
| Rang | Championnat | Évolution       | Points | C1 | C3 | C4 | Total |
| ---- | ----------- | --------------- | ------ | -- | -- | -- | ----- |
| 1    | Allemagne   | en stagnation   | 149,78 | 3  | 2  | 0  | 5     |
| 2    | Espagne     | en stagnation   | 132,89 | 3  | 2  | 0  | 5     |
| 3    | France      | en augmentation | 69,67  | 2  | 2  | 0  | 4     |
| 4    | Russie      | en augmentation | 56,5   | 2  | 2  | 0  | 4     |
| 5    | Hongrie     | en diminution   | 51,78  | 2  | 2  | 0  | 4     |
| 6    | Slovénie    | en augmentation | 50,64  | 2  | 2  | 0  | 4     |
| 7    | Danemark    | en diminution   | 50,56  | 1  | 2  | 1  | 4     |
| 8    | Suisse      | en diminution   | 44,75  | 1  | 2  | 1  | 4     |
| 9    | Roumanie    | en stagnation   | 37,5   | 1  | 2  | 1  | 4     |
| 10   | Croatie     | en stagnation   | 29,75  | 1  | 2  | 1  | 4     |

#### Classement2010
Le classement 2010 est fondé sur les résultats des associations entre la saison 2007-2008 et la saison 2009-2010. Il détermine le nombre d'équipes participant aux différentes coupes d'Europe pour la saison 2011-2012. Le coefficient des dix premières nations pour l'année 2010 est :
| Rang | Championnat | Évolution       | Points | C1 | C2 | C3 | C4 | Total |
| ---- | ----------- | --------------- | ------ | -- | -- | -- | -- | ----- |
| 1    | Allemagne   | en stagnation   | 144,78 | 3  | 1  | 2  | 0  | 6     |
| 2    | Espagne     | en stagnation   | 127,22 | 3  | 1  | 2  | 0  | 6     |
| 3    | Hongrie     | en augmentation | 65,22  | 2  | 1  | 2  | 0  | 5     |
| 4    | France      | en augmentation | 58,11  | 2  | 1  | 2  | 0  | 5     |
| 5    | Russie      | en augmentation | 57,4   | 2  | 1  | 2  | 0  | 5     |
| 6    | Danemark    | en diminution   | 56,78  | 2  | 1  | 2  | 0  | 5     |
| 7    | Suisse      | en augmentation | 49,25  | 1  | 1  | 1  | 2  | 5     |
| 8    | Slovénie    | en diminution   | 48,1   | 1  | 1  | 1  | 2  | 5     |
| 9    | Roumanie    | en stagnation   | 37     | 1  | 1  | 1  | 2  | 5     |
| 10   | Croatie     | en stagnation   | 29,67  | 1  | 1  | 1  | 2  | 5     |

#### Classement2009
Le classement 2009 est fondé sur les résultats des associations entre la saison 2006-2007 et la saison 2008-2009. Il détermine le nombre d'équipes participant aux différentes coupes d'Europe pour la saison 2010-2011. Le coefficient des dix premières nations pour l'année 2009 est :
| Rang | Championnat | Évolution     | Points | C1 | C2 | C3 | C4 | Total |
| ---- | ----------- | ------------- | ------ | -- | -- | -- | -- | ----- |
| 1    | Allemagne   | en stagnation | 151,22 | 3  | 1  | 2  | 0  | 6     |
| 2    | Espagne     | en stagnation | 131,89 | 3  | 1  | 2  | 0  | 6     |
| 3    | Danemark    | en stagnation | 68,11  | 2  | 1  | 2  | 0  | 5     |
| 4    | Hongrie     | en stagnation | 67,33  | 2  | 1  | 2  | 0  | 5     |
| 5    | France      | en stagnation | 52,56  | 2  | 1  | 2  | 0  | 5     |
| 6    | Russie      | en stagnation | 51,18  | 2  | 1  | 2  | 0  | 5     |
| 7    | Slovénie    | en stagnation | 50,78  | 1  | 1  | 1  | 2  | 5     |
| 8    | Suisse      | en stagnation | 50,33  | 1  | 1  | 1  | 2  | 5     |
| 9    | Roumanie    | en stagnation | 40,75  | 1  | 1  | 1  | 2  | 5     |
| 10   | Croatie     | en stagnation | 37,08  | 1  | 1  | 1  | 2  | 5     |

#### Classement2008
Le classement 2008 est fondé sur les résultats des associations entre la saison 2005-2006 et la saison 2007-2008. Il détermine le nombre d'équipes participant aux différentes coupes d'Europe pour la saison 2009-2010. Le coefficient des dix premières nations pour l'année 2008 est :
| Rang | Championnat | Évolution       | Points | C1 | C2 | C3 | C4 | Total |
| ---- | ----------- | --------------- | ------ | -- | -- | -- | -- | ----- |
| 1    | Allemagne   | en augmentation | 141,67 | 3  | 1  | 2  | 0  | 6     |
| 2    | Espagne     | en diminution   | 125,33 | 3  | 1  | 2  | 0  | 6     |
| 3    | Danemark    | en augmentation | 70,11  | 2  | 1  | 2  | 0  | 5     |
| 4    | Hongrie     | en augmentation | 63,89  | 2  | 1  | 2  | 0  | 5     |
| 5    | France      | en diminution   | 57,89  | 2  | 1  | 2  | 0  | 5     |
| 6    | Russie      | en augmentation | 55,91  | 2  | 1  | 2  | 0  | 5     |
| 7    | Slovénie    | en diminution   | 46     | 1  | 1  | 1  | 2  | 5     |
| 8    | Suisse      | en augmentation | 44,33  | 1  | 1  | 1  | 2  | 5     |
| 9    | Roumanie    | en augmentation | 42,67  | 1  | 1  | 1  | 2  | 5     |
| 10   | Croatie     | en diminution   | 39,25  | 1  | 1  | 1  | 2  | 5     |

#### Classement2007
Le classement 2007 est fondé sur les résultats des associations entre la saison 2004-2005 et la saison 2006-2007. Il détermine le nombre d'équipes participant aux différentes coupes d'Europe pour la saison 2008-2009. Le coefficient des dix premières nations pour l'année 2007 est :
| Rang | Championnat | Évolution       | Points | C1 | C2 | C3 | C4 | Total |
| ---- | ----------- | --------------- | ------ | -- | -- | -- | -- | ----- |
| 1    | Espagne     | en stagnation   | 130,11 | 3  | 1  | 2  | 0  | 6     |
| 2    | Allemagne   | en stagnation   | 128,11 | 3  | 1  | 2  | 0  | 6     |
| 3    | France      | en augmentation | 62,56  | 2  | 1  | 2  | 0  | 5     |
| 4    | Danemark    | en augmentation | 55     | 2  | 1  | 2  | 0  | 5     |
| 5    | Slovénie    | en diminution   | 52,56  | 2  | 1  | 2  | 0  | 5     |
| 6    | Hongrie     | en diminution   | 52     | 2  | 1  | 2  | 0  | 5     |
| 7    | Russie      | en diminution   | 49,83  | 1  | 1  | 1  | 2  | 5     |
| 8    | Croatie     | en stagnation   | 45,82  | 1  | 1  | 1  | 2  | 5     |
| 9    | Suisse      | en augmentation | 38,58  | 1  | 1  | 1  | 2  | 5     |
| 10   | Roumanie    | en stagnation   | 37,42  | 1  | 1  | 1  | 2  | 5     |

#### Classement2006
Le classement 2006 est fondé sur les résultats des associations entre la saison 2003-2004 et la saison 2005-2006. Il détermine le nombre d'équipes participant aux différentes coupes d'Europe pour la saison 2007-2008. Le coefficient des dix premières nations pour l'année 2006 est :
| Rang | Championnat | Évolution       | Points | C1 | C2 | C3 | C4 | Total |
| ---- | ----------- | --------------- | ------ | -- | -- | -- | -- | ----- |
| 1    | Espagne     | en stagnation   | 131,78 | 3  | 1  | 2  | 0  | 6     |
| 2    | Allemagne   | en stagnation   | 115,56 | 3  | 1  | 2  | 0  | 6     |
| 3    | Slovénie    | en stagnation   | 77,11  | 2  | 1  | 2  | 0  | 5     |
| 4    | France      | en stagnation   | 62,5   | 2  | 1  | 2  | 0  | 5     |
| 5    | Hongrie     | en stagnation   | 53     | 2  | 1  | 2  | 0  | 5     |
| 6    | Russie      | en augmentation | 50,42  | 2  | 1  | 2  | 0  | 5     |
| 7    | Danemark    | en diminution   | 45     | 1  | 1  | 1  | 2  | 5     |
| 8    | Croatie     | en stagnation   | 44,8   | 1  | 1  | 1  | 2  | 5     |
| 9    | Suède       | en stagnation   | 35,33  | 1  | 1  | 1  | 2  | 5     |
| 10   | Roumanie    | en augmentation | 33,5   | 1  | 1  | 1  | 2  | 5     |

#### Classement2005
Le classement 2005 est fondé sur les résultats des associations entre la saison 2002-2003 et la saison 2004-2005. Il détermine le nombre d'équipes participant aux différentes coupes d'Europe pour la saison 2006-2007. Le coefficient des dix premières nations pour l'année 2005 est :
| Rang | Championnat  | Évolution       | Points | C1 | C2 | C3 | C4 | Total |
| ---- | ------------ | --------------- | ------ | -- | -- | -- | -- | ----- |
| 1    | Espagne      | en stagnation   | 137,33 | 3  | 1  | 2  | 0  | 6     |
| 2    | Allemagne    | en stagnation   | 101,44 | 3  | 1  | 2  | 0  | 6     |
| 3    | Slovénie     | en stagnation   | 87,56  | 2  | 1  | 0  | 5  |       |
| 4    | France       | en augmentation | 67,64  | 2  | 1  | 2  | 0  | 5     |
| 5    | Hongrie      | en diminution   | 64,44  | 2  | 1  | 2  | 0  | 5     |
| 6    | Danemark     | en diminution   | 52,2   | 2  | 1  | 2  | 0  | 5     |
| 7    | Russie       | en stagnation   | 49     | 1  | 1  | 1  | 2  | 5     |
| 8    | Croatie      | en stagnation   | 47,33  | 1  | 1  | 1  | 2  | 5     |
| 9    | Suède        | en stagnation   | 40,5   | 1  | 1  | 1  | 2  | 5     |
| 10   | Serbie-Mont. | en augmentation | 31,91  | 1  | 1  | 1  | 2  | 5     |

#### Classement2004
Le classement 2004 est fondé sur les résultats des associations entre la saison 2001-2002 et la saison 2003-2004. Il détermine le nombre d'équipes participant aux différentes coupes d'Europe pour la saison 2005-2006. Le coefficient des dix premières nations pour l'année 2004 est :
| Rang | Championnat | Évolution       | Points | C1 | C2 | C3 | C4  | Total |
| ---- | ----------- | --------------- | ------ | -- | -- | -- | --- | ----- |
| 1    | Espagne     | en stagnation   | 134,56 | 3  | 1  | 2  | 0   | 6     |
| 2    | Allemagne   | en stagnation   | 122    | 3  | 1  | 2  | 0   | 6     |
| 3    | Slovénie    | en augmentation | 82,67  | 2  | 1  | 2  | 0   | 5     |
| 4    | Hongrie     | en diminution   | 78,56  | 2  | 1  | 2  | 0   | 5     |
| 5    | Danemark    | en augmentation | 62,82  | 2  | 1  | 2  | 0   | 5     |
| 6    | France      | en augmentation | 59,33  | 2  | 1  | 2  | 0   | 5     |
| 7    | Russie      | en augmentation | 48,58  | 1  | 1  | 1  | 1+1 | 5     |
| 8    | Croatie     | en diminution   | 45,44  | 1  | 1  | 1  | 1+1 | 5     |
| 9    | Suède       | en augmentation | 42,92  | 1  | 1  | 1  | 1+1 | 5     |
| 10   | Norvège     | en stagnation   | 37,1   | 1  | 1  | 1  | 1+1 | 5     |

#### Classement2003
Le classement 2003 est fondé sur les résultats des associations entre la saison 2000-2001 et la saison 2002-2003. Il détermine le nombre d'équipes participant aux différentes coupes d'Europe pour la saison 2004-2005. Le coefficient des dix premières nations pour l'année 2003 est :
| Rang | Championnat  | Évolution       | Points | C1 | C2 | C3 | C4  | Total |
| ---- | ------------ | --------------- | ------ | -- | -- | -- | --- | ----- |
| 1    | Espagne      | en augmentation | 139    | 3  | 1  | 2  | 0   | 6     |
| 2    | Allemagne    | en diminution   | 123    | 3  | 1  | 2  | 0   | 6     |
| 3    | Hongrie      | en stagnation   | 80,78  | 2  | 1  | 2  | 0   | 5     |
| 4    | Slovénie     | en stagnation   | 68,44  | 2  | 1  | 2  | 0   | 5     |
| 5    | Croatie      | en stagnation   | 59,11  | 2  | 1  | 2  | 0   | 5     |
| 6    | Danemark     | en stagnation   | 58,91  | 2  | 1  | 2  | 0   | 5     |
| 7    | France       | en augmentation | 55,75  | 1  | 1  | 1  | 1+1 | 5     |
| 8    | Serbie-Mont. | en diminution   | 46,82  | 1  | 1  | 1  | 1+1 | 5     |
| 9    | Russie       | en augmentation | 41     | 1  | 1  | 1  | 1+1 | 5     |
| 10   | Norvège      | en diminution   | 39,67  | 1  | 1  | 1  | 1+1 | 5     |

#### Classement2002
Le classement 2002 est fondé sur les résultats des associations entre la saison 1999-2000 et la saison 2001-2002. Il détermine le nombre d'équipes participant aux différentes coupes d'Europe pour la saison 2003-2004. Le coefficient des dix premières nations pour l'année 2002 est :
| Rang | Championnat  | Évolution | Points | C1 | C2 | C3 | C4 | Total |
| ---- | ------------ | --------- | ------ | -- | -- | -- | -- | ----- |
| 1    | Allemagne    | NC        | 125,3  | 3  | 1  | ?  | ?  | ?     |
| 2    | Espagne      | NC        | 124,5  | 3  | 1  | ?  | ?  | ?     |
| 3    | Hongrie      | NC        | 67,2   | 2  | 1  | ?  | ?  | ?     |
| 4    | Slovénie     | NC        | 67,1   | 2  | 1  | ?  | ?  | ?     |
| 5    | Croatie      | NC        | 65,2   | 2  | 1  | ?  | ?  | ?     |
| 6    | Danemark     | NC        | 50,55  | 2  | 1  | ?  | ?  | ?     |
| 7    | Serbie-Mont. | NC        | 48,92  | 1  | 1  | ?  | ?  | ?     |
| 8    | Norvège      | NC        | 40,2   | 1  | 1  | ?  | ?  | ?     |
| 9    | Portugal     | NC        | 38,42  | 1  | 1  | ?  | ?  | ?     |
| 10   | France       | NC        | 34,5   | 1  | 1  | ?  | ?  | ?     |

### Classements des championnats féminins

#### Bilan
| Championnat        | 06 | 07 | 08 | 09 | 10 | 11 | 12 | 13 | 14 | 15 | 16 | 17 | 18 | 19 | 20 | 21 | 22    | 23    | 24    |
| ------------------ | -- | -- | -- | -- | -- | -- | -- | -- | -- | -- | -- | -- | -- | -- | -- | -- | ----- | ----- | ----- |
| Hongrie            | 2  | 2  | 3  | 3  | 4  | 2  | 2  | 1  | 1  | 2  | 2  | 1  | 1  | 1  | 1  | 1  | 2     | 2     | 1     |
| Norvège            | 3  | 4  | 4  | 4  | 5  | 3  | 5  | 3  | 4  | 4  | 4  | 5  | 6  | 6  | 6  | 5  | 1     | 1     | 2     |
| Danemark           | 1  | 1  | 1  | 1  | 1  | 1  | 1  | 2  | 2  | 1  | 1  | 2  | 4  | 4  | 3  | 4  | 5     | 5     | 3     |
| France             | 11 | 11 | 11 | 9  | 8  | 8  | 8  | 8  | 7  | 6  | 7  | 7  | 5  | 5  | 5  | 2  | 3     | 3     | 4     |
| Roumanie           | 12 | 7  | 6  | 6  | 3  | 5  | 6  | 5  | 5  | 7  | 5  | 4  | 2  | 3  | 4  | 6  | 6     | 6     | 5     |
| Russie             | 5  | 3  | 2  | 2  | 2  | 7  | 3  | 4  | 3  | 3  | 3  | 3  | 3  | 2  | 2  | 3  | 4     | 4     | 6     |
| Allemagne          | 9  | 8  | 9  | 7  | 6  | 6  | 7  | 7  | 6  | 5  | 6  | 6  | 7  | 7  | 8  | 9  | 9     | 9     | 7     |
| Slovénie           | 6  | 6  | 7  | 11 | 10 | 10 | 10 | 10 | 11 | 12 | 11 | 12 | 13 | 11 | 11 | 10 | 8     | 7     | 8     |
| Monténégro         | 7  | 13 | 14 | 13 | 12 | 9  | 9  | 9  | 9  | 8  | 8  | 9  | 9  | 9  | 7  | 7  | 7     | 8     | 9     |
| Suède              | 26 | 27 | 29 | 25 | 22 | 19 | 15 | 15 | 12 | 11 | 10 | 10 | 10 | 10 | 10 | 11 | 10    | 11    | 10    |
| Turquie            | 17 | 20 | 19 | 19 | 17 | 15 | 12 | 12 | 15 | 16 | 13 | 13 | 12 | 13 | 14 | 14 | 14    | 12    | 11    |
| Croatie            | 13 | 9  | 10 | 10 | 11 | 13 | 18 | 14 | 13 | 13 | 15 | 14 | 14 | 12 | 9  | 8  | 12    | 10    | 12    |
| Tchéquie           | 36 | 33 | 27 | 21 | 23 | 25 | 26 | 19 | 18 | 17 | 20 | 20 | 18 | 17 | 12 | 13 | 11    | 13    | 13    |
| Pologne            | 15 | 16 | 16 | 16 | 13 | 14 | 14 | 17 | 16 | 15 | 12 | 11 | 11 | 14 | 13 | 12 | 13    | 14-50 | 13    |
| Espagne            | 4  | 5  | 5  | 5  | 7  | 4  | 4  | 6  | 8  | 14 | 16 | 15 | 15 | 15 | 16 | 15 | 15    | 14-50 | 15-50 |
| Serbie             | 7  | 12 | 13 | 12 | 14 | 12 | 11 | 13 | 17 | 18 | 18 | 19 | 19 | 20 | 18 | 16 | 16    | 14-50 | 15-50 |
| Biélorussie        | 24 | 28 | 25 | 29 | 28 | 27 | 24 | 23 | 20 | 22 | 23 | 26 | 26 | 18 | 17 | 17 | 17-50 | 14-50 | 15-50 |
| Autriche           | 10 | 10 | 8  | 8  | 9  | 11 | 13 | 11 | 10 | 9  | 14 | 16 | 17 | 16 | 19 | 18 | 17-50 | 14-50 | 15-50 |
| Italie             | 21 | 21 | 22 | 26 | 25 | 22 | 22 | 25 | 26 | 24 | 25 | 23 | 22 | 19 | 20 | 19 | 17-50 | 14-50 | 15-50 |
| Grèce              | 16 | 18 | 18 | 18 | 20 | 20 | 20 | 22 | 24 | 25 | 27 | 27 | 30 | 30 | 21 | 20 | 17-50 | 14-50 | 15-50 |
| Slovaquie          | 18 | 17 | 15 | 15 | 16 | 21 | 25 | 32 | 25 | 26 | 22 | 22 | 24 | 21 | 23 | 21 | 17-50 | 14-50 | 15-50 |
| Ukraine            | 14 | 15 | 12 | 14 | 15 | 16 | 19 | 20 | 21 | 20 | 19 | 18 | 21 | 25 | 26 | 22 | 17-50 | 14-50 | 15-50 |
| Suisse             | 22 | 19 | 21 | 20 | 21 | 24 | 23 | 24 | 23 | 21 | 21 | 21 | 20 | 23 | 22 | 23 | 17-50 | 14-50 | 15-50 |
| Pays-Bas           | 23 | 24 | 24 | 22 | 19 | 17 | 16 | 18 | 19 | 19 | 17 | 17 | 16 | 22 | 24 | 24 | 17-50 | 14-50 | 15-50 |
| Finlande           | ?  | ?  | ?  | ?  | ?  | ?  | ?  | ?  | ?  | ?  | ?  | ?  | ?  | ?  | 27 | 25 | 17-50 | 14-50 | 15-50 |
| Islande            | 19 | 23 | 20 | 28 | 27 | 26 | 27 | 26 | 28 | 27 | 26 | 25 | 28 | 34 | 27 | 25 | 17-50 | 14-50 | 15-50 |
| Macédoine du Nord  | 8  | 14 | 17 | 17 | 18 | 18 | 17 | 16 | 14 | 10 | 9  | 8  | 8  | 8  | 15 | 27 | 17-50 | 14-50 | 15-50 |
| Chypre             | 25 | 26 | 32 | 32 | 30 | 30 | 30 | 29 | 30 | 33 | 39 | 40 | 39 | 26 | 27 | 27 | 17-50 | 14-50 | 15-50 |
| Israël             | 35 | 37 | 36 | 37 | 38 | 38 | 35 | 35 | 35 | 35 | 32 | 31 | 31 | 26 | 27 | 27 | 17-50 | 14-50 | 15-50 |
| Kosovo             | 32 | 29 | 31 | 27 | 29 | 28 | 28 | 27 | 31 | 32 | 31 | 29 | 27 | 26 | 27 | 27 | 17-50 | 14-50 | 15-50 |
| Luxembourg         | 31 | 35 | 34 | 35 | 35 | 34 | 33 | 34 | 34 | 31 | 29 | 32 | 36 | 30 | 36 | 27 | 17-50 | 14-50 | 15-50 |
| Portugal           | 20 | 22 | 23 | 24 | 24 | 23 | 21 | 21 | 22 | 23 | 24 | 24 | 25 | 32 | 32 | 32 | 17-50 | 14-50 | 15-50 |
| Bosnie-Herzégovine | 27 | 32 | 26 | 23 | 26 | 29 | 31 | 30 | 29 | 30 | 35 | 34 | 33 | 26 | 35 | 33 | 17-50 | 14-50 | 15-50 |
| Lituanie           | 28 | 25 | 30 | 30 | 33 | 35 | 34 | 33 | 33 | 34 | 33 | 38 | 31 | 35 | 33 | 34 | 17-50 | 14-50 | 15-50 |
| Azerbaïdjan        | 30 | 30 | 28 | 31 | 31 | 33 | 32 | 31 | 32 | 29 | 30 | 30 | 23 | 24 | 25 | 35 | 17-50 | 14-50 | 15-50 |
| Belgique           | 29 | 31 | 33 | 34 | 32 | 31 | 29 | 28 | 27 | 28 | 28 | 28 | 29 | 33 | 34 | 36 | 17-50 | 14-50 | 15-50 |

Remarque : depuis 2022, le classement indiqué est celui uniquement pour la Ligue des champions et non plus un classement agrégé de l'ensemble des coupes d'Europe comme précédemment.

#### Classement 2024
Le classement 2024 est fondé sur les résultats des associations entre la saison 2021-2022 et la saison 2023-2024. Il détermine le nombre d'équipes participant aux coupes d'Europe pour la saison 2025-2026.
Les classements pour la saison 2025-2026 sont :
| Rang                   | Championnat | Coeff. | Places |
| ---------------------- | ----------- | ------ | ------ |
| 1                      | Hongrie     | 210,33 | 1      |
| 2                      | Norvège     | 198,33 | 1      |
| 3                      | Danemark    | 154,67 | 1      |
| 4                      | France      | 143,33 | 1      |
| 5                      | Roumanie    | 113,00 | 1      |
| 6                      | Russie      | 113,00 | 0      |
| 7                      | Allemagne   | 99,33  | 1      |
| 8                      | Slovénie    | 86,33  | 1      |
| 9                      | Monténégro  | 46,67  | 1      |
| 10 à 50 : aucune place |             |        |        |

| Rang                                   | Championnat | Coeff. | Places |
| -------------------------------------- | ----------- | ------ | ------ |
| 1                                      | Danemark    | 96,00  | 4      |
| 2                                      | Allemagne   | 94,67  | 4      |
| 3                                      | Norvège     | 85,67  | 3      |
| 4                                      | Roumanie    | 81,67  | 3      |
| 5                                      | France      | 64,00  | 3      |
| 6                                      | Hongrie     | 48,67  | 3      |
| 7                                      | Croatie     | 38,67  | 3      |
| 8                                      | Russie      | 33,00  | 0      |
| 9                                      | Pologne     | 27,33  | 3      |
| 10 à 18 : 2 places ; 19 à 29 : 1 place |             |        |        |
| 30 à 50 : 0 place                      |             |        |        |

| Rang                   | Championnat       | Coeff. | Places |
| ---------------------- | ----------------- | ------ | ------ |
| 1                      | Espagne           | 64,00  | 2      |
| 2                      | Slovaquie         | 40,67  | 4      |
| 3                      | Turquie           | 36,33  | 2      |
| 4                      | Portugal          | 25,67  | 3      |
| 5                      | Serbie            | 18,33  | 2      |
| 6                      | Macédoine du Nord | 17,67  | 3      |
| 7                      | Pays-Bas          | 17,33  | 3      |
| 8                      | Ukraine           | 16,33  | 3      |
| 9                      | Tchéquie          | 15,67  | 2      |
| 10 à 50 : 0 à 4 places |                   |        |        |

Remarques :
- les deux premières fédérations classées pour la Ligue européenne (C3) ont 5 places au total en coupes d'Europe au total et les autres fédérations 4 places au total
- le nombre de places en Coupe européenne (C4) dépend du nombre de places dans les deux autres coupes d'Europe.
- les fédérations de Russie et de Biélorussie sont suspendues jusqu'à nouvel ordre.

#### Classement 2023
Le classement 2023 est fondé sur les résultats des associations entre la saison 2020-2021 et la saison 2022-2023. Il détermine le nombre d'équipes participant aux coupes d'Europe pour la saison 2024-2025. Il existe désormais des classements distincts pour chacune des trois coupes d'Europe : le classement pour la Ligue des champions dépend uniquement des résultats des clubs du pays dans cette compétition, idem pour la Ligue européenne et la Coupe européenne.
Ainsi les classements pour la saison 2024-2025 sont :
| Rang                   | Championnat | Coeff. | Places |
| ---------------------- | ----------- | ------ | ------ |
| 1                      | Norvège     | 240,00 | 1      |
| 2                      | Hongrie     | 182,00 | 1      |
| 3                      | France      | 153,33 | 1      |
| 4                      | Russie      | 133,00 | 0      |
| 5                      | Danemark    | 128,33 | 1      |
| 6                      | Roumanie    | 113,00 | 1      |
| 7                      | Slovénie    | 85,00  | 1      |
| 8                      | Monténégro  | 71,67  | 1      |
| 9                      | Allemagne   | 61,33  | 1      |
| 10 à 50 : aucune place |             |        |        |

| Rang                                   | Championnat | Coeff. | Places |
| -------------------------------------- | ----------- | ------ | ------ |
| 1                                      | Danemark    | 112,00 | 4      |
| 2                                      | Allemagne   | 85,67  | 4      |
| 3                                      | France      | 82,33  | 3      |
| 4                                      | Roumanie    | 73,00  | 3      |
| 5                                      | Hongrie     | 67,00  | 3      |
| 6                                      | Norvège     | 50,33  | 3      |
| 7                                      | Russie      | 44,50  | 0      |
| 8                                      | Pologne     | 28,33  | 3      |
| 9                                      | Croatie     | 20,33  | 3      |
| 10 à 17 : 2 places ; 18 à 31 : 1 place |             |        |        |
| 32 à 50 : 0 place                      |             |        |        |

| Rang                   | Championnat | Coeff. | Places |
| ---------------------- | ----------- | ------ | ------ |
| 1                      | Espagne     | 63,33  | 2      |
| 2                      | Croatie     | 58,00  | 1      |
| 3                      | Turquie     | 40,67  | 2      |
| 4                      | Ukraine     | 26,00  | 3      |
| 5                      | Serbie      | 24,00  | 2      |
| 6                      | Slovaquie   | 22,33  | 2      |
| 7                      | Tchéquie    | 18,67  | 2      |
| 8                      | Portugal    | 15,00  | 3      |
| 9                      | Grèce       | 14,67  | 3      |
| 10 à 50 : 0 à 4 places |             |        |        |

Remarques :
- les deux premières fédérations classées pour la Ligue européenne (C3) ont 5 places au total en coupes d'Europe au total et les autres fédérations 4 places au total
- le nombre de places en Coupe européenne (C4) dépend du nombre de places dans les deux autres coupes d'Europe.
- les fédérations de Russie et de Biélorussie sont suspendues jusqu'à nouvel ordre.

#### Classement 2022
Le classement 2022 est fondé sur les résultats des fédérations entre la saison 2019-2020 et la saison 2021-2022. Il détermine le nombre d'équipes participant aux coupes d'Europe pour la saison 2023-2024. Pour ce classement, l'EHF a décidé de séparer les classements des trois coupes d'Europe : le classement pour la Ligue des champions dépend uniquement des résultats des clubs de la fédération dans cette compétition, idem pour la Ligue européenne et la Coupe européenne.
Ainsi les classements pour la saison 2023-2024 sont :
| Rang                   | Championnat | Coeff. | Places |
| ---------------------- | ----------- | ------ | ------ |
| 1                      | Norvège     | 185,67 | 1      |
| 2                      | Hongrie     | 172,33 | 1      |
| 3                      | France      | 168,33 | 1      |
| 4                      | Russie      | 139,00 | 0      |
| 5                      | Danemark    | 127,00 | 1      |
| 6                      | Roumanie    | 124,00 | 1      |
| 7                      | Monténégro  | 95,00  | 1      |
| 8                      | Slovénie    | 84,67  | 1      |
| 9                      | Allemagne   | 64,67  | 1      |
| 10                     | Suède       | 53,50  | 0      |
| 11 à 50 : aucune place |             |        |        |

| Rang                          | Championnat | Coeff. | Places |
| ----------------------------- | ----------- | ------ | ------ |
| 1                             | Danemark    | 101,00 | 4      |
| 2                             | Hongrie     | 86,00  | 4      |
| 3                             | Allemagne   | 80,33  | 3      |
| 4                             | Roumanie    | 74,67  | 3      |
| 5                             | France      | 72,00  | 3      |
| 6                             | Russie      | 51,33  | 0      |
| 7                             | Croatie     | 47,00  | 3      |
| 8                             | Norvège     | 46,00  | 3      |
| 9                             | Pologne     | 37,00  | 3      |
| 10 à 18 : deux places         |             |        |        |
| 19 à 50 : une ou aucune place |             |        |        |

| Rang                   | Championnat | Coeff. | Places |
| ---------------------- | ----------- | ------ | ------ |
| 1                      | Espagne     | 58,67  | 2      |
| 2                      | Croatie     | 50,50  | 1      |
| 3                      | Serbie      | 32,67  | 2      |
| 4                      | Ukraine     | 23,33  | 2      |
| 5                      | Turquie     | 19,00  | 2      |
| 6                      | Tchéquie    | 16,33  | 2      |
| 7                      | Pays-Bas    | 15,67  | 3      |
| 8                      | Italie      | 14,00  | 3      |
| 9                      | Grèce       | 13,00  | 3      |
| 10                     | Portugal    | 12,33  | 3      |
| 11 à 50 : 0 à 4 places |             |        |        |

Remarques :
- les deux premières fédérations classées pour la Ligue européenne (C3) ont 5 places au total en coupes d'Europe au total et les autres fédérations 4 places au total
- le nombre de places en Coupe européenne (C4) dépend du nombre de places dans les deux autres coupes d'Europe.
- les fédérations de Russie et de Biélorussie sont suspendues jusqu'à nouvel ordre.